# Pořadové číslo (linková doprava)

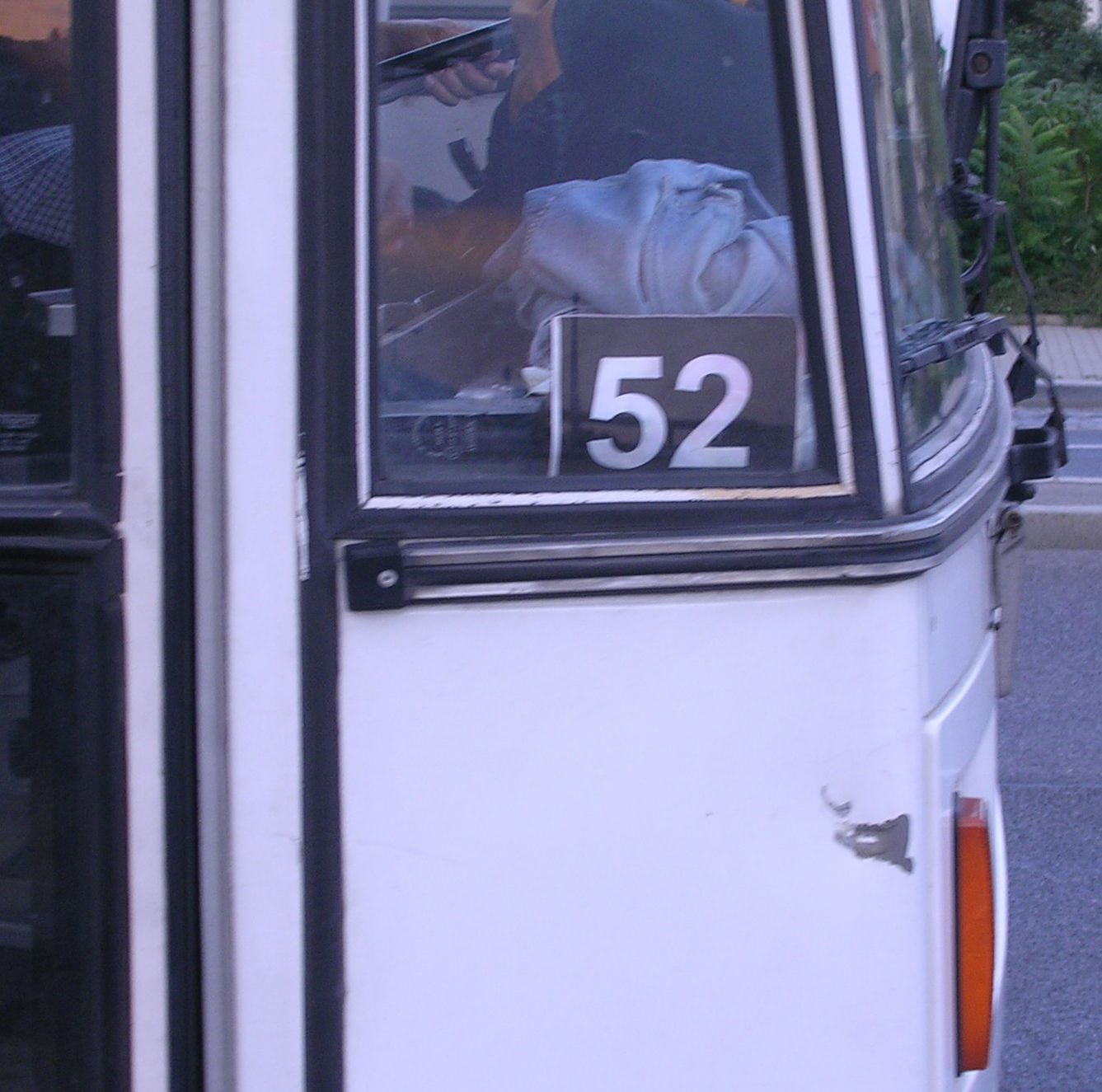
Pořadové číslo na autobusu v Praze

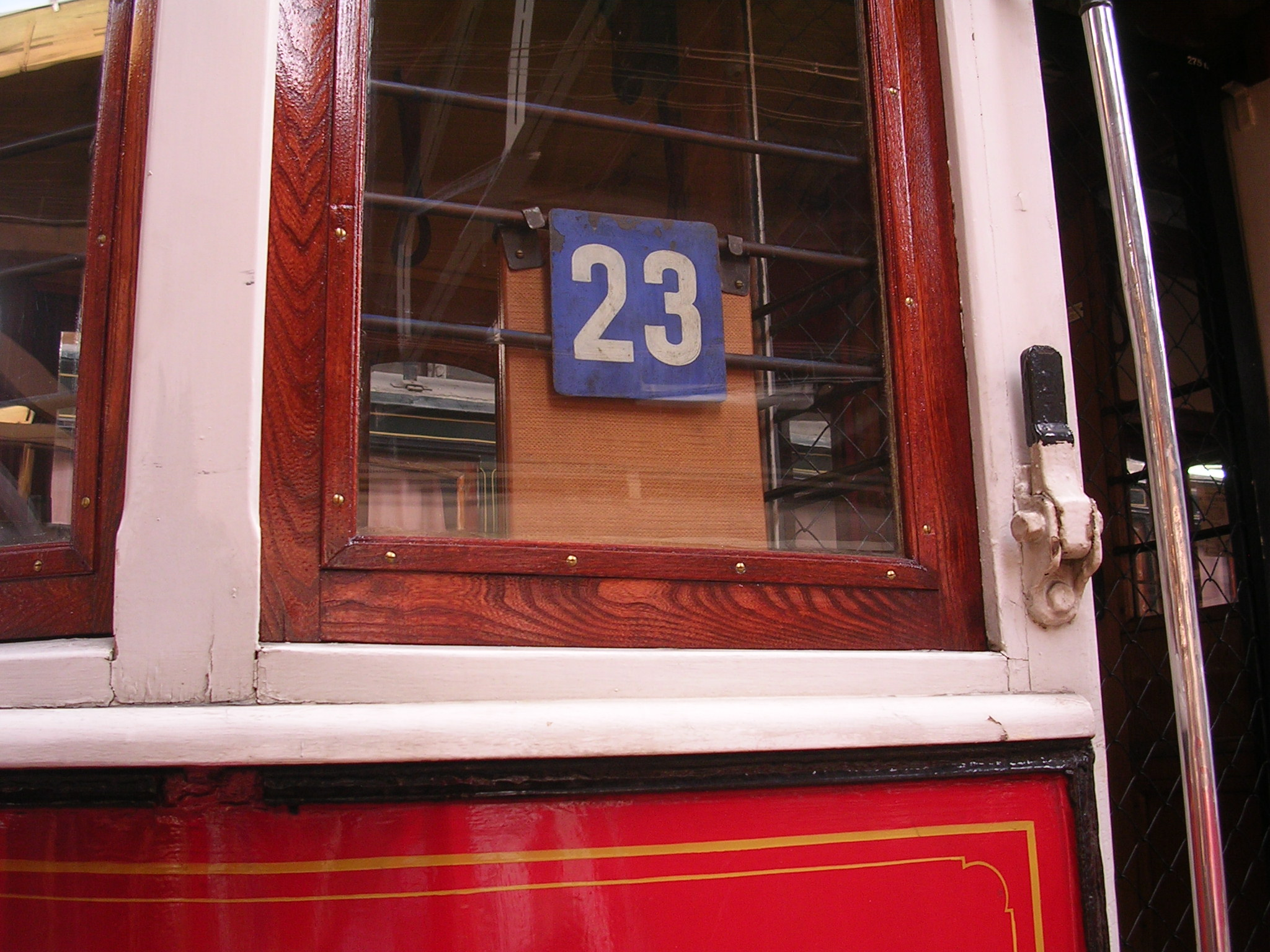
Pořadové číslo 23 na muzeální tramvaji linky č. 3 v Praze

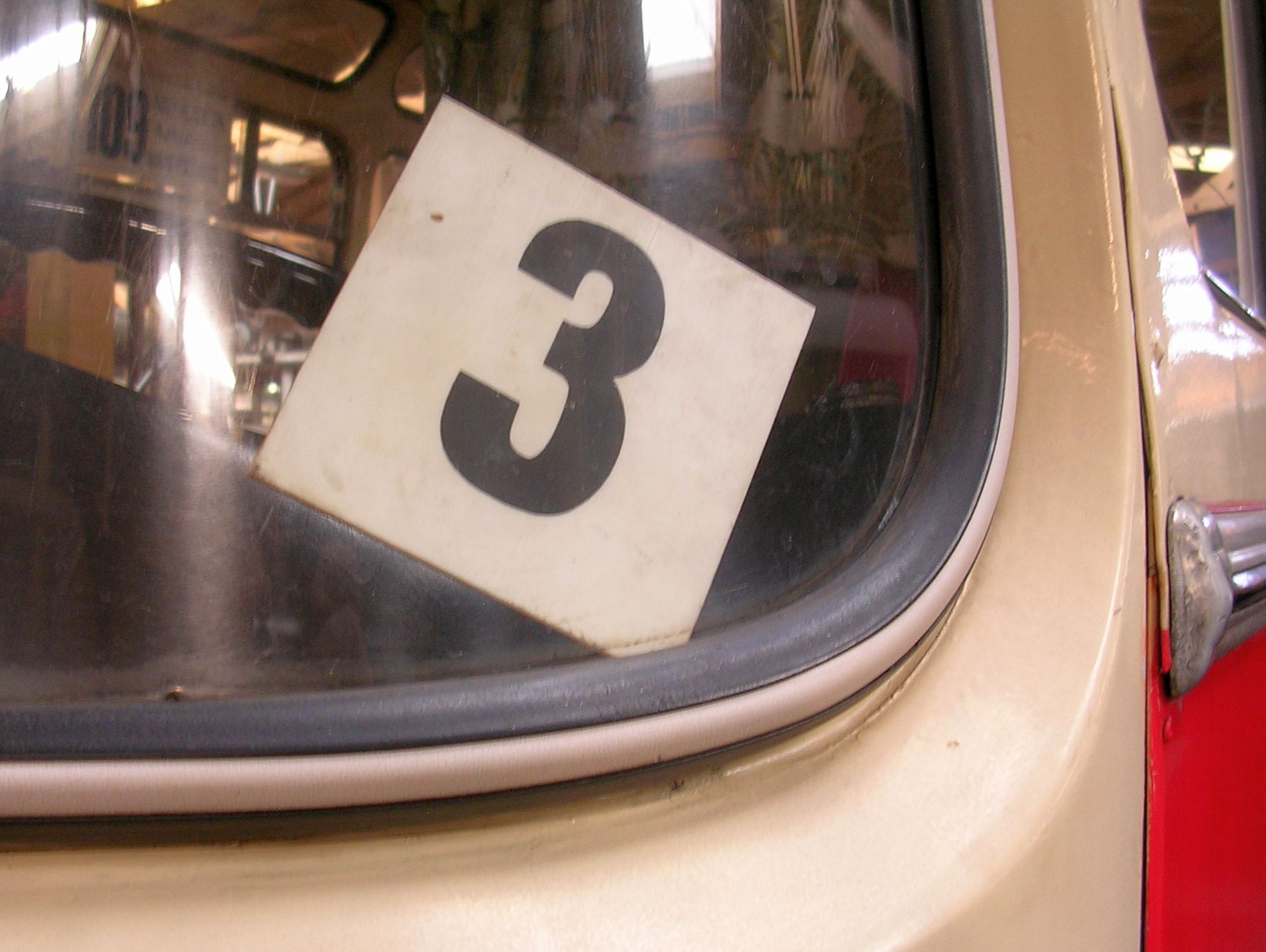
Pořadové číslo 3 na historickém autobusu ŠM 11

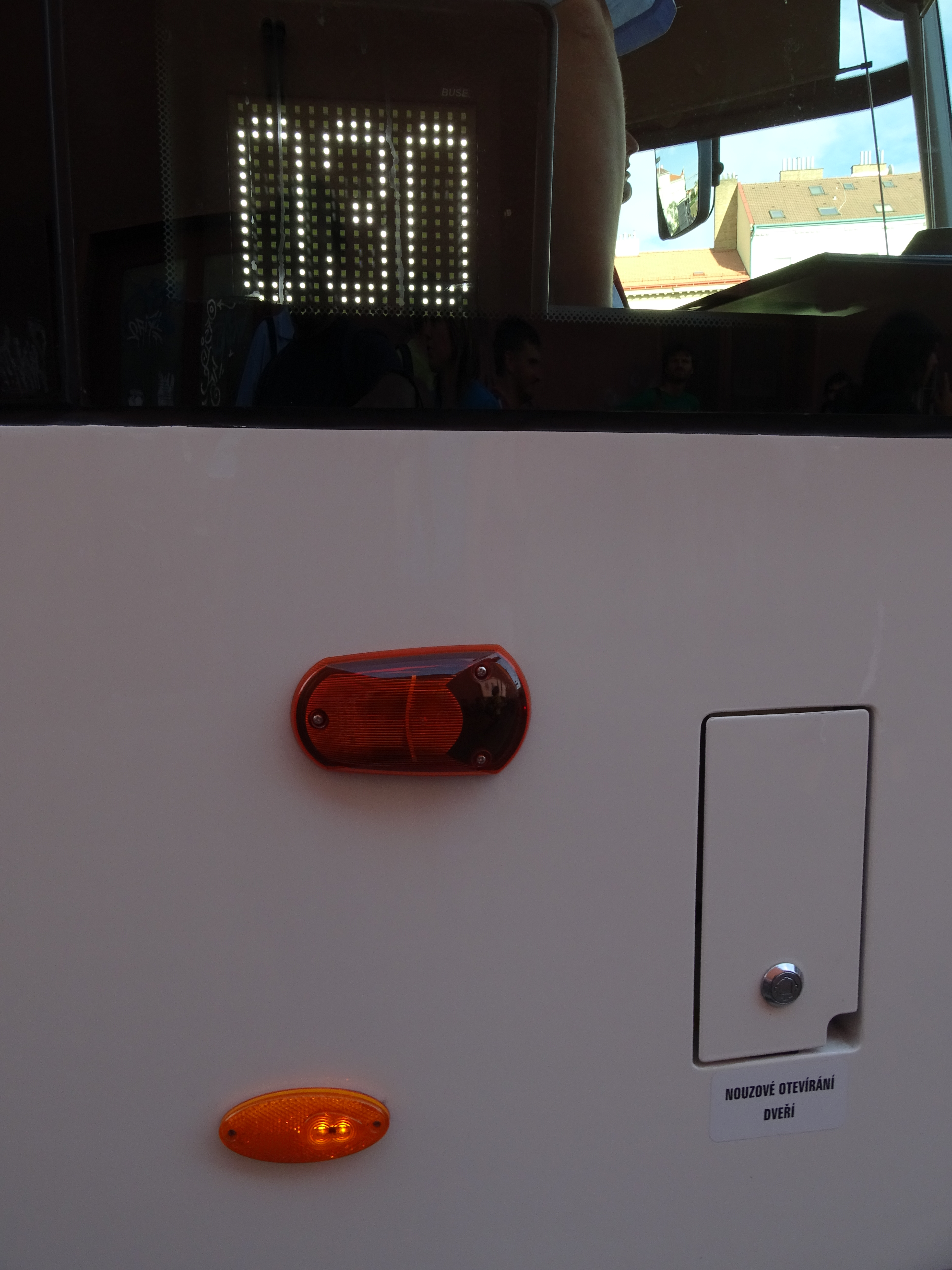
Elektronicky zobrazované pořadové číslo na tramvaji typu EVO1

Pořadové číslo vozidla nebo vlaku (zkráceně jen pořadí, v některých městech označované jako číslo kurzu nebo číslo oběhu) je zejména v městské linkové dopravě (metro, tramvaje, městské autobusy, trolejbusy) číslo, které je určitému vozu nebo vlaku přiděleno (mimo čísla linky) po celou dobu denního oběhu. Obvykle je pořadové číslo unikátní pouze v rámci linky a v rámci určitého typu provozního dne, avšak pokud vozy systematicky přejíždějí mezi více linkami, může mít taková skupina linek společnou řadu pořadových čísel. Pořadovému číslu určité linky v určitý typ provozního dne odpovídá určitý vozový (vlakový) jízdní řád.
Na pozemních a kabinových lanových drahách kyvadlového typu je pořadové číslo zpravidla totožné s evidenčním číslem vozu (1 a 2).
V provozní dokumentaci se určitý kurs často označuje kombinací čísla linky s pořadovým číslem. Pokud vůz během dne přejíždí mezi více linkami, zpravidla má oběh jednu linku přiřazenou jako kmenovou (pro označení směny či oběhu jako celku), ale během směny se pořadové číslo páruje i s dalšími čísly linek, přičemž v rámci každé linky musí být unikátní. Standardně se uvádí před lomítkem číslo linky a za lomítkem pořadové číslo, v Praze však historicky existovala zvyklost opačného psaní, např. 5/26 jako „pátá dvacet šest“ neboli 5. pořadí na lince 26. Na temešvárských tramvajích se pro rozlišení pořadová čísla píšou římskými číslicemi.
Pořadové číslo slouží především pro interní účely dopravce a dispečinku – k plánování směn personálu a nasazení vozidel, k provozní komunikaci s dispečinkem a organizaci provozu (řešení nepravidelností a výpadků, křižování na jednokolejných tratích, garantované přestupy, vzájemné předjíždění na obratištích aj.), ale může být využíváno i při komunikaci s cestujícími, například při podávání stížností, řešení ztrát a nálezů atd. Typicky je značeno nenápadnou tabulkou či dispejem na čele vozidla, v některých systémech však není veřejně prezentováno vůbec, na starých vídeňských tramvají bylo naopak výraznější než číslo linky, v pražském metru se označení linky zvenku na vozidlech vůbec neuvádí, avšak pořadové číslo ano. V jízdních řádech pro veřejnost zpravidla není uváděno vůbec nebo jsou uváděna jen čísla spojů.
Pořadové číslo spolu s číslem linky v některých městech (například v Praze a v Brně) bývá též zakomponováno do volací značky radiostanic na vozidlech veřejné dopravy jako číslo za lomítkem (například KGX 814/5 znamená radiostanici na pražské tramvaji linky 14, pořadí 5).
Pořadová čísla jsou typicky přidělována na základě pořadí vozidel na lince, v Praze typicky podle pořadí v odpolední špičce, v některých městech podle pořadí výjezdu z vozovny či garáže. V některých systémech je do čísla nějakým způsobem kódován i typ směny nebo oběhu (ranní, odpolední, celodenní, noční, dělená), vypravující provozovna (depo) a podobně. Tyto informace mohou být vyjadřovány také barvou tabulky, například ve Frankfrutu nad Mohanem před zavedením digitálních displejů barva tabulky značila vypravující provozovnu, ve Würzburgu zase vyjadřovala provozní den (zelená pro pracovní dny, modrá pro sobotu, červená pro neděli). Na magdeburských tramvajích se červeným diagonálním pruhem přes tabulku s pořadovým číslem značilo, že daný vlak ještě není vybaven pro využívání rádiové služby. V pražských tramvajích se u tramvají řízených řidičem v zácviku před tabulku s trojciferným pořadovým číslem podsouvá ještě tabulka s písmenným prefixem Z, která značí, že u řidiče smí stát zacvičující řidič a za jízdy s řidičem komunikovat.

## Pořadová čísla v Pražské integrované dopravě
V Pražské integrované dopravě na městských linkách pořadová čísla zpravidla odpovídají pořadí, v němž vozidla na lince za sebou obíhají po většinu odpolední přepravní špičky. V ranní špičce tedy často bývá pořadí přeházené a v dopravním sedle a večerním provozu bývá číselná řada nesouvislá. Další nepravidelnosti mohou vznikat tím, pokud jsou přestávky řidičů na dané lince organizovány vzájemným předjížděním vozidel v obratišti a nikoli například oddělením řidiče od vozu.
Pořadová čísla pražských tramvajových vlaků jsou od první poloviny devadesátých let 20. století trojciferná, přičemž první číslice pořadového čísla označuje vozovnu, která vlak vypravuje, a další dvě číslice odpovídají pořadovému číslu podle dřívějšího systému, jaký zůstal v jádru zachován v autobusové dopravě.
U autobusů i tramvají zde mají speciální číselnou řadu vyhrazeny vozy (vlaky) denních linek, které přejíždějí na noční linky. U tramvají mají takové kursy na druhém (prostředním) místě číslici 5 či 6 (v 90. letech se používala číslice 3). Při přejezdu na noční linku se nemění pořadové číslo, mění se pouze číslo linky (v minulosti, zhruba do roku 2015, se pořadové číslo měnilo: večerní část směny na denní lince měla pořadové číslo třicítkové řady, oběh na noční lince pak měl normální nízké číslo podle pořadí vozů na dané noční lince). Vložená pořadí bývají značena prostřední číslicí 7 (například vůz Škoda 15T jezdil ze začátku svého provozu s cestujícími pod označením 7/471, což značí první vložené pořadí vypravené vozovnou Pankrác na linku číslo 7).
Zejména s nástupem elektronických systémů pro dálkové sledování vozidel musí být ošetřena unikátnost označení vozu v provozu v případech výměny vozů (vlaků) na trati a hrazení výpadků zálohovým vozem (vlakem). Pokud například pořadí 4 linky 26 má nehodu, v tu chvíli se virtuálně změní na 91. pořadí, které je vyhrazeno pro tramvaje po nehodách. Zatímco původní řidič řeší nehodu, nový řidič s novou tramvají vyráží na trať jako 81. pořadí, které je vyhrazeno pro manipulační výjezdy (bez cestujících) z vozoven. Až dorazí na místo, kde začne zase brát cestující, změní se na 4. pořadí linky 26.
Záložní vozy s označením X měly v pořadovém čísle zakódovaný druh směny (1 = ranní, 2 = odpolední, 3 = noční). U cvičných tramvajových jízd má specifické pořadové číslo každý instruktor, na tabulce dvojciferné bez čísla vozovny, na elektronických dispelích trojciferné i s číslem vozovny; cvičné jízdy jsou registrovány jako virtuální linka 73.
U některých menších dopravců v regionální autobusové dopravě, kde vozy během směny často přejíždějí mezi linkami, jsou pořadová čísla unikátní nejen v rámci linky, ale v rámci celé provozovny nebo svazku linek.
Pořadové číslo bývá uvedeno na plastových (někde je místo plastu použit laminovaný papír) tabulkách vložených v dolní nebo horní části na pravé i levé straně čelního skla. Některé novější vozy autobusů, tramvají a metra umožňují zobrazení pořadového čísla na LED displeji podobně jako čísla linky.

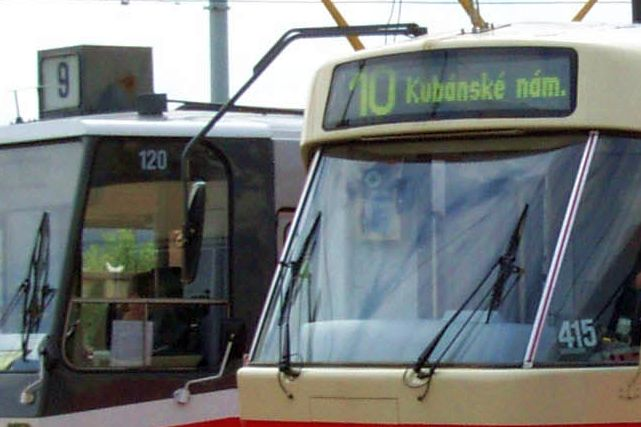
Tramvaje na pražské konečné Sídliště Řepy: linka 9 s pořadovým číslem 120 (dvacátá devítka, z vozovny Hloubětín), linka 10 s pořadovým číslem 415 (patnáctá desítka, z vozovny Pankrác)
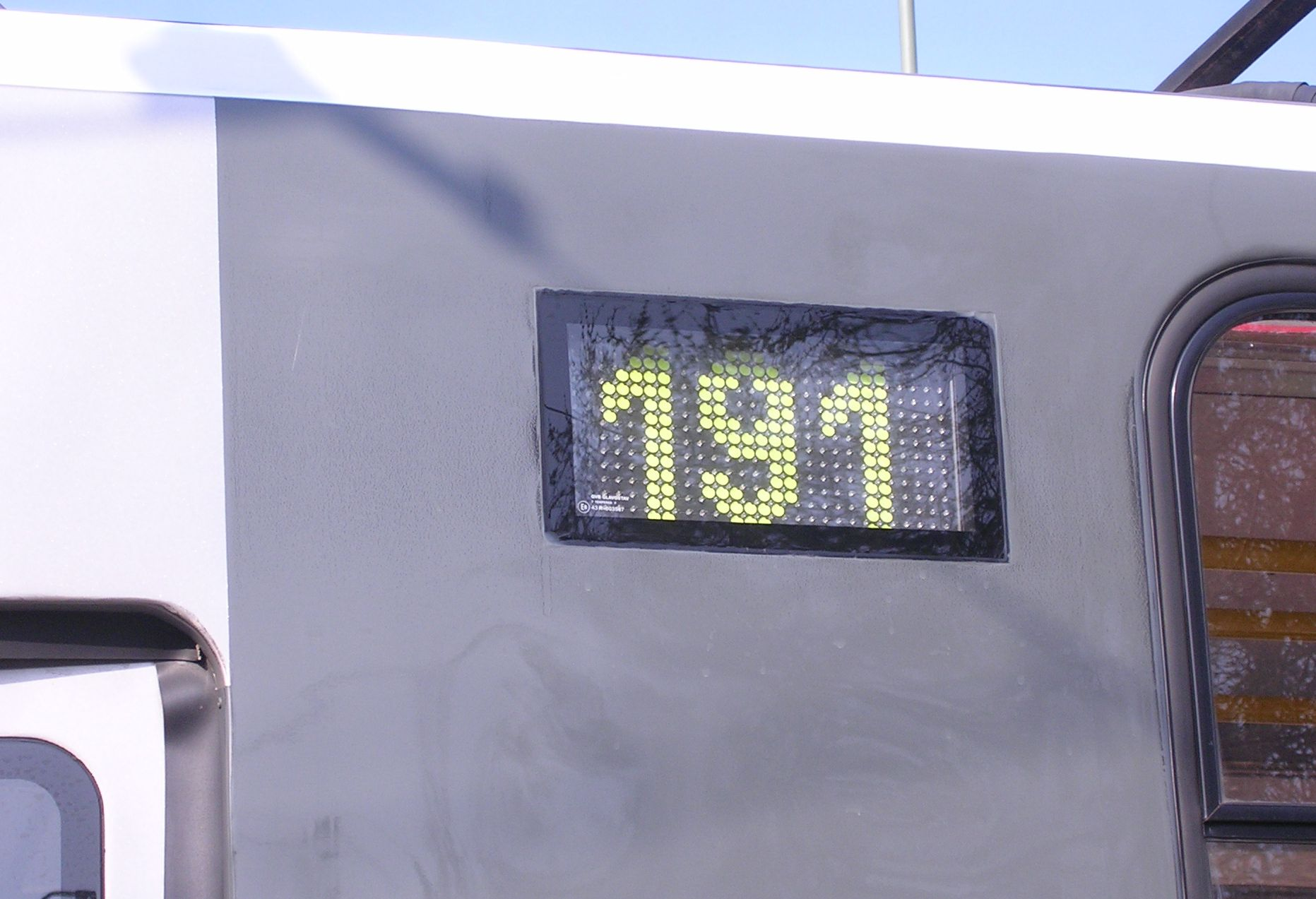
Elektronicky ovládané pořadové číslo na pražské tramvaji
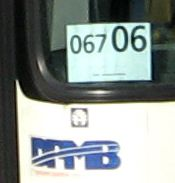
Vozidla MHD v Brně mají na tabulce s pořadovým číslem uvedeno i číslo linky. Označení 067 06 znamená šesté pořadí linky 67.

## Fotogalerie

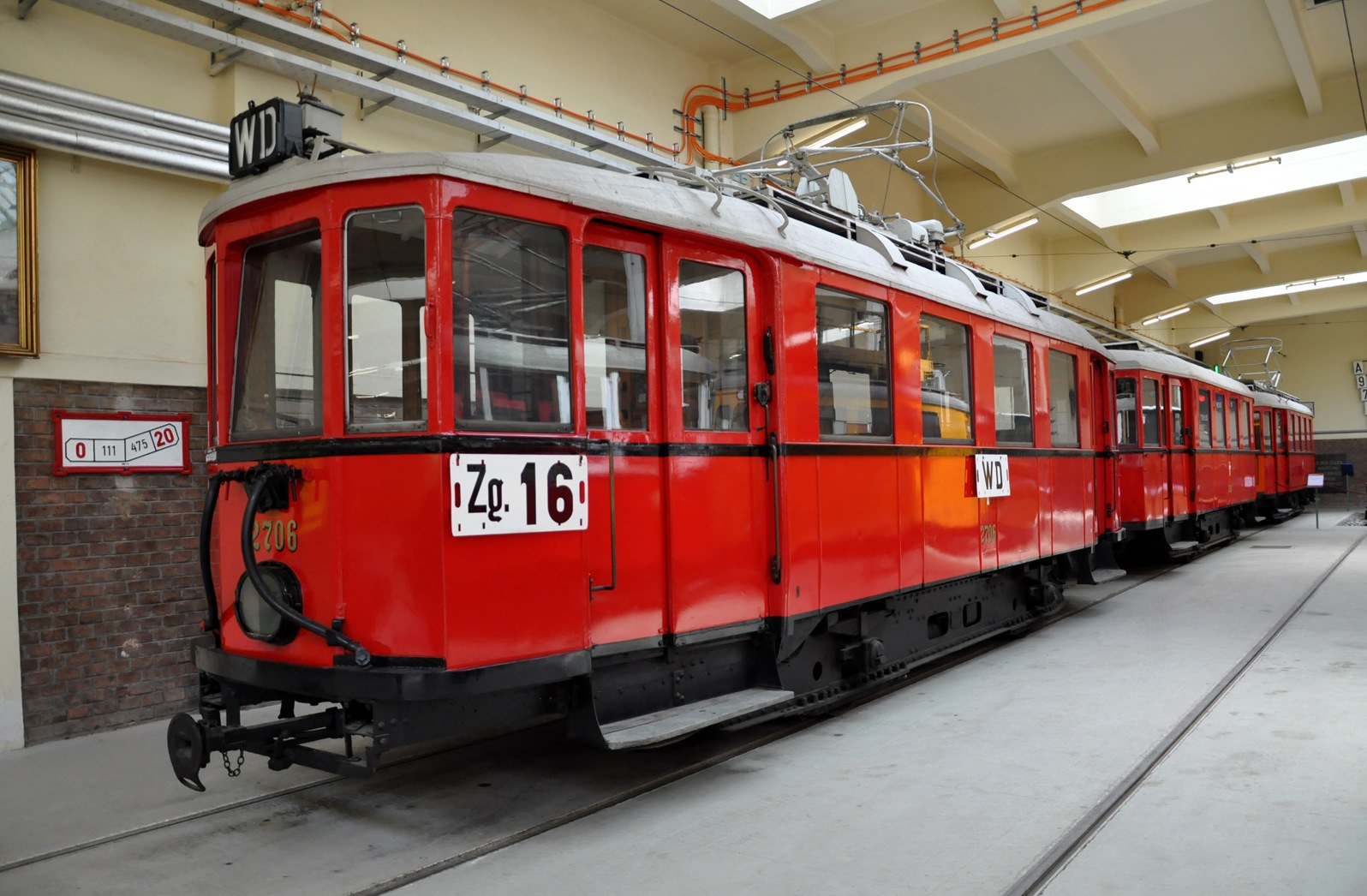
Pořadové číslo (16) na boku historické tramvaje ve Vídni
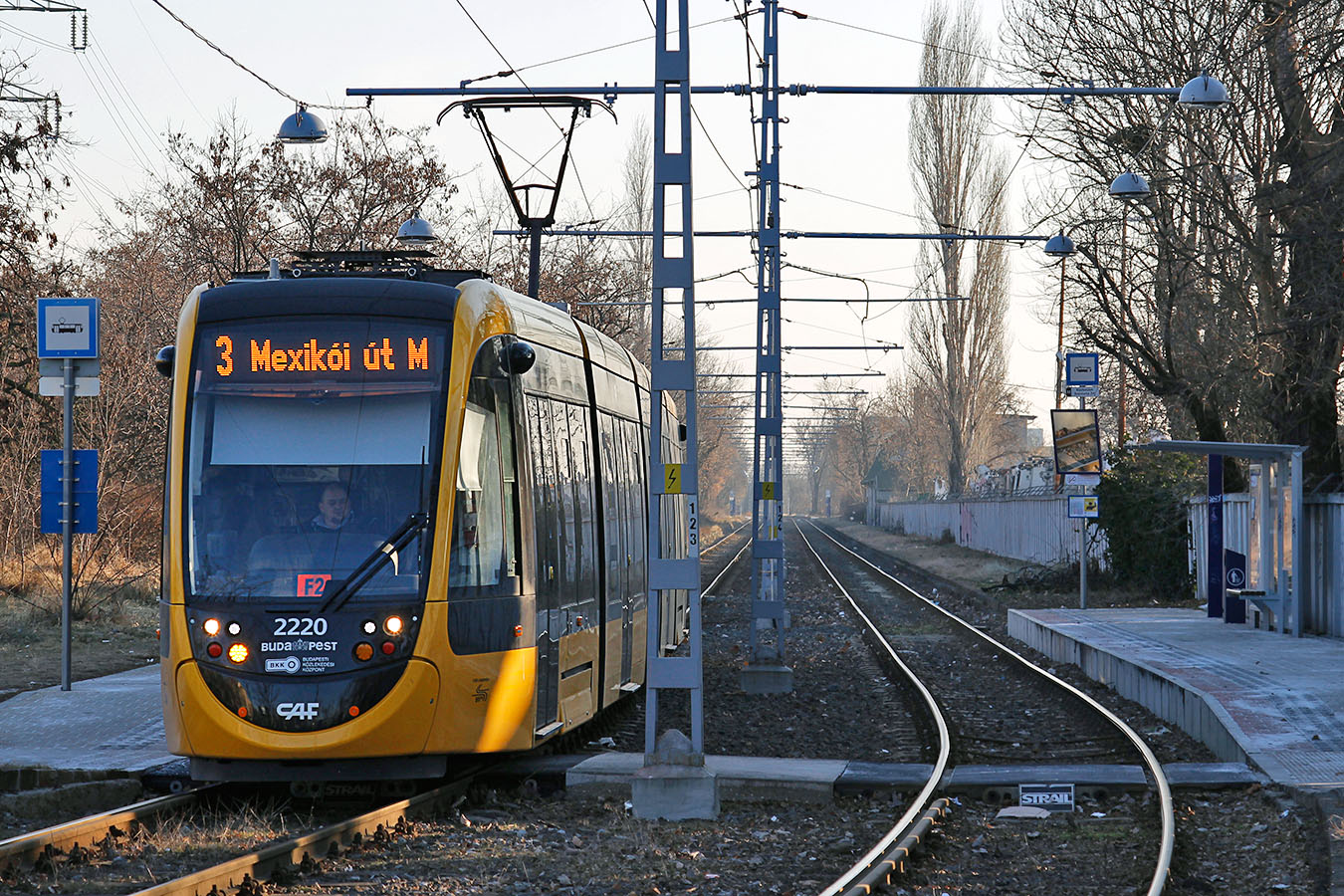
Pořadové číslo (F2) v kabině řidiče budapešťské tramvaje
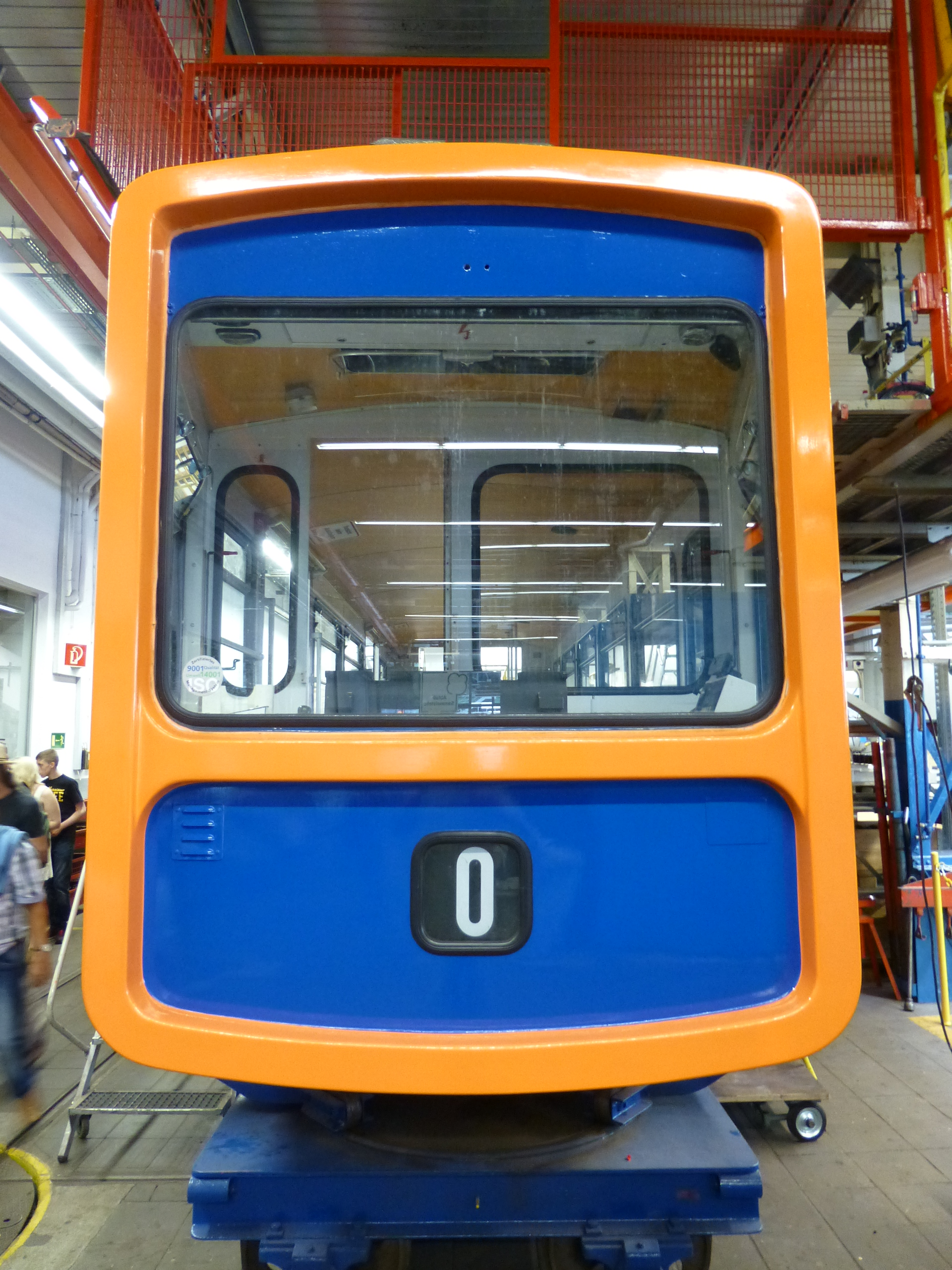
Pořadové číslo (0) na vozu visuté dráhy ve Wuppertalu
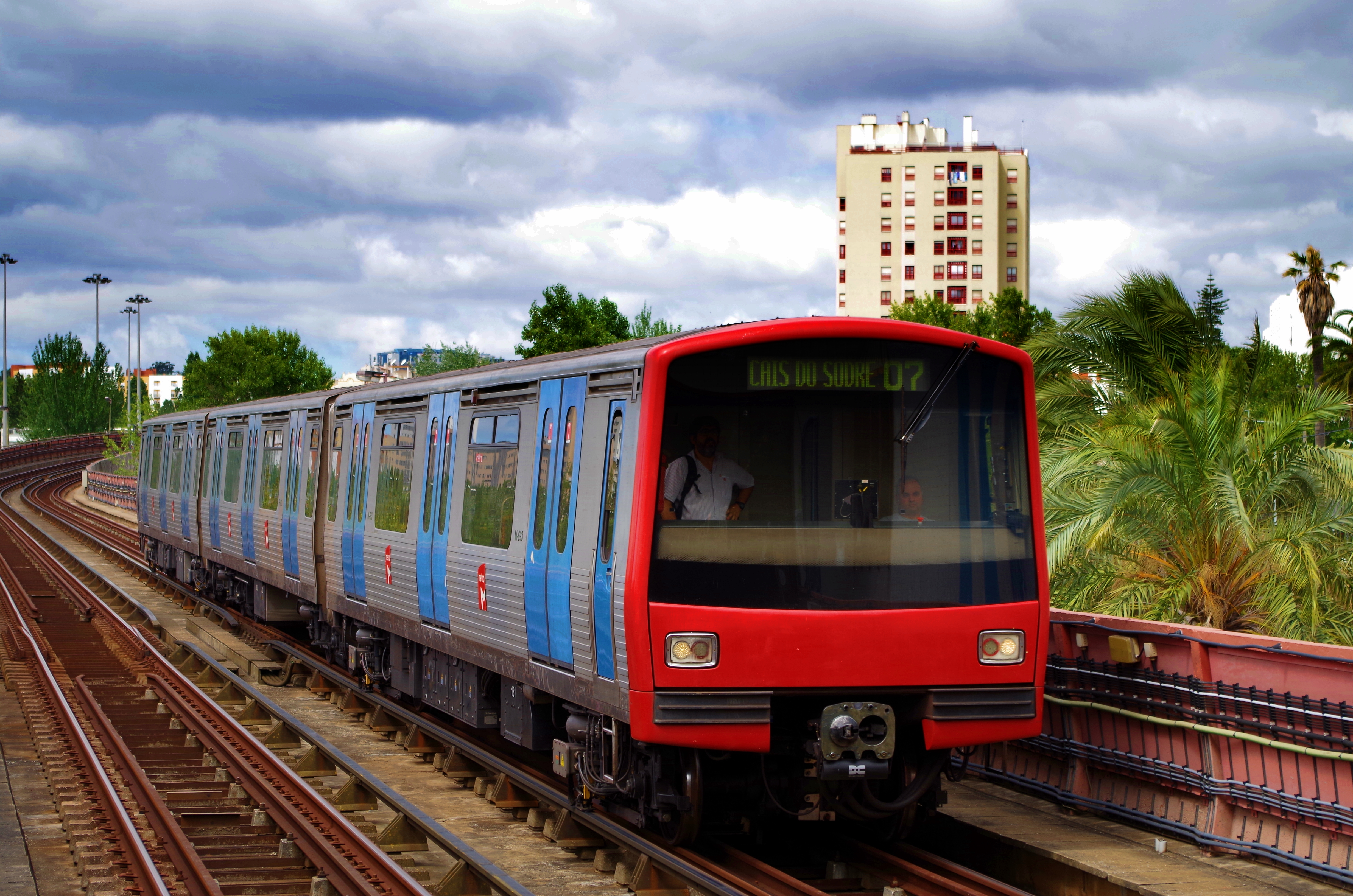
Pořadové číslo (07) na soupravě lisabonského metra (vpravo od cílové stanice)
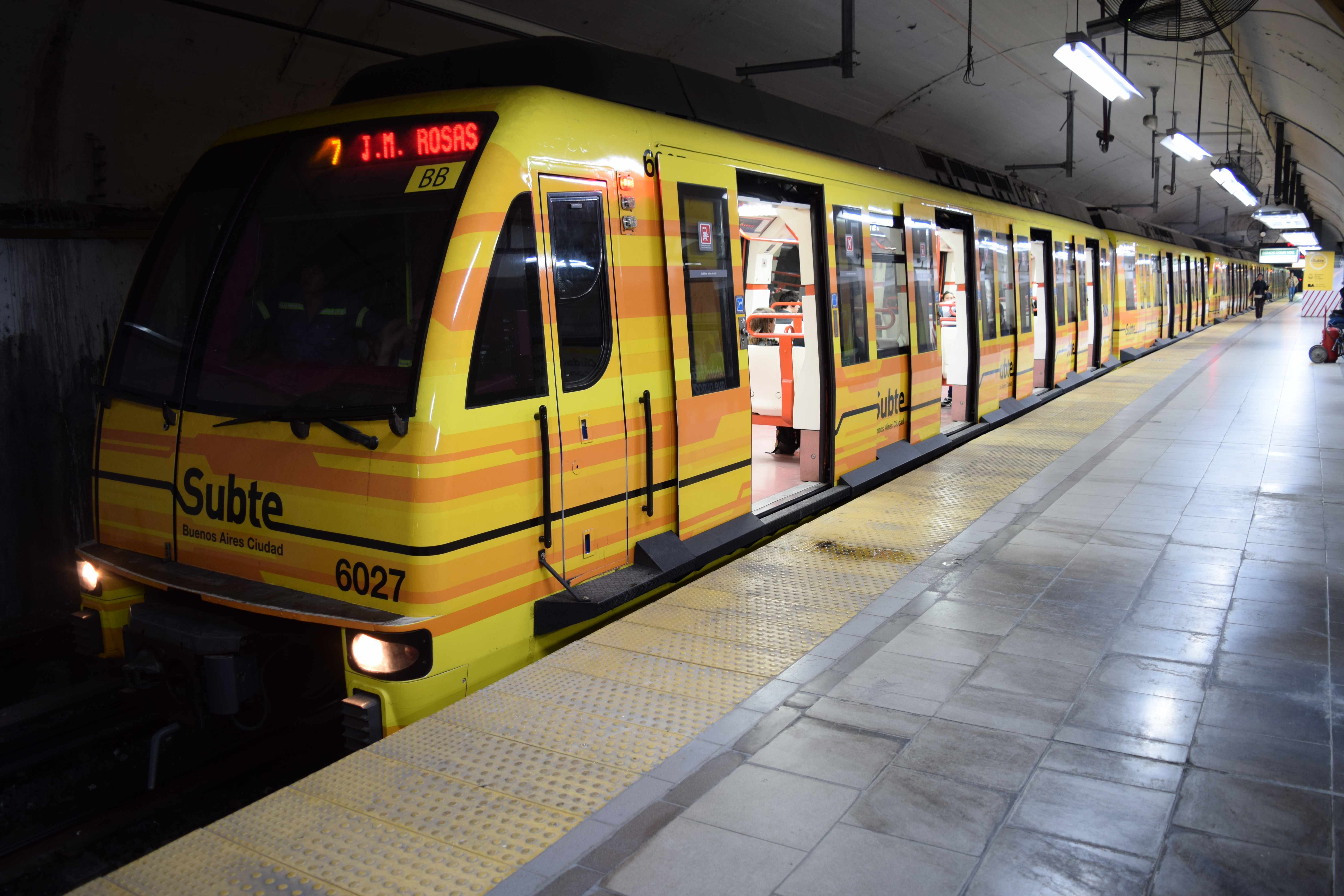
Pořadové číslo (7) na soupravě metra v Buenos Aires (oranžově vlevo od cílové stanice)
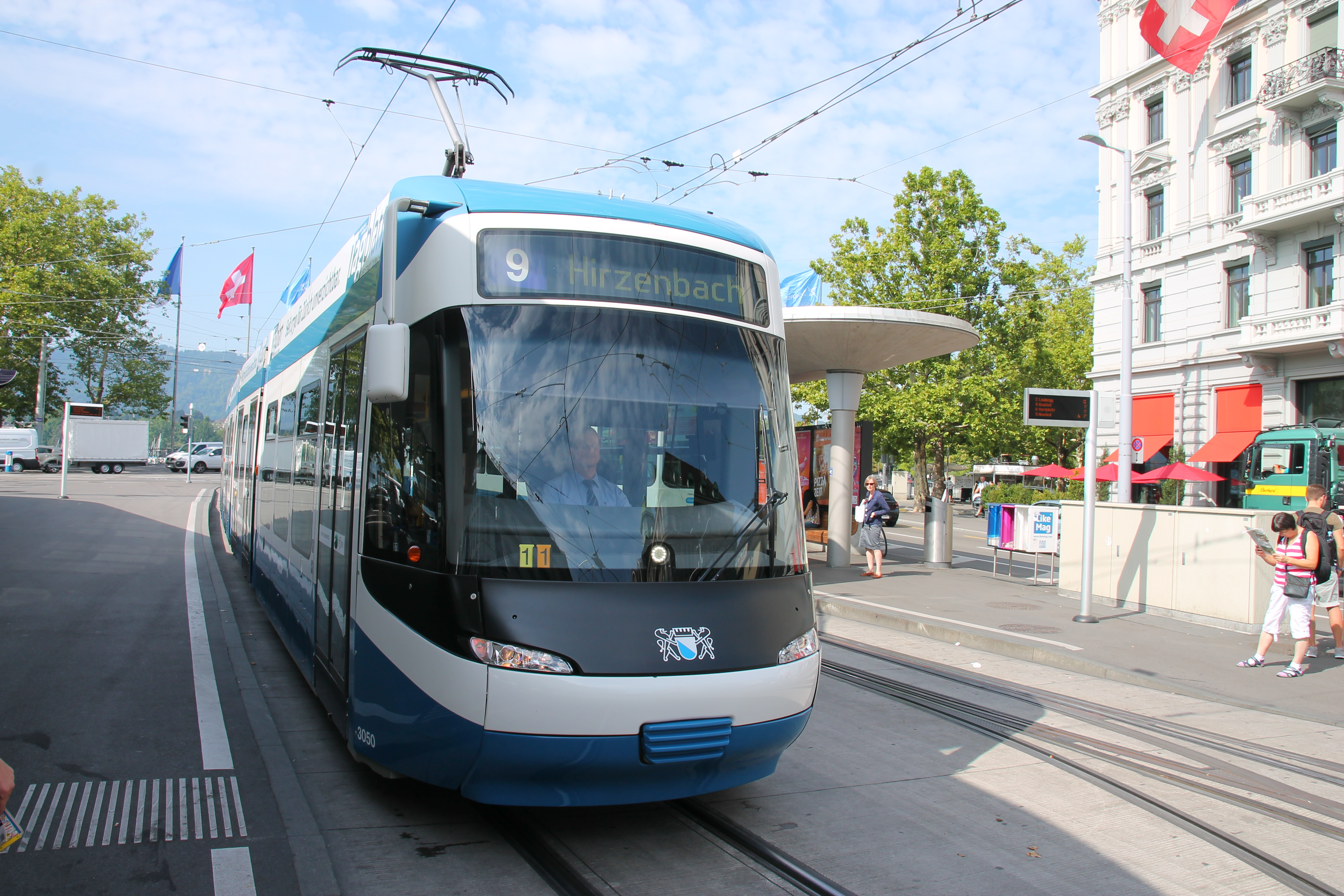
Pořadové číslo (11) na vozu tramvaje v Curychu
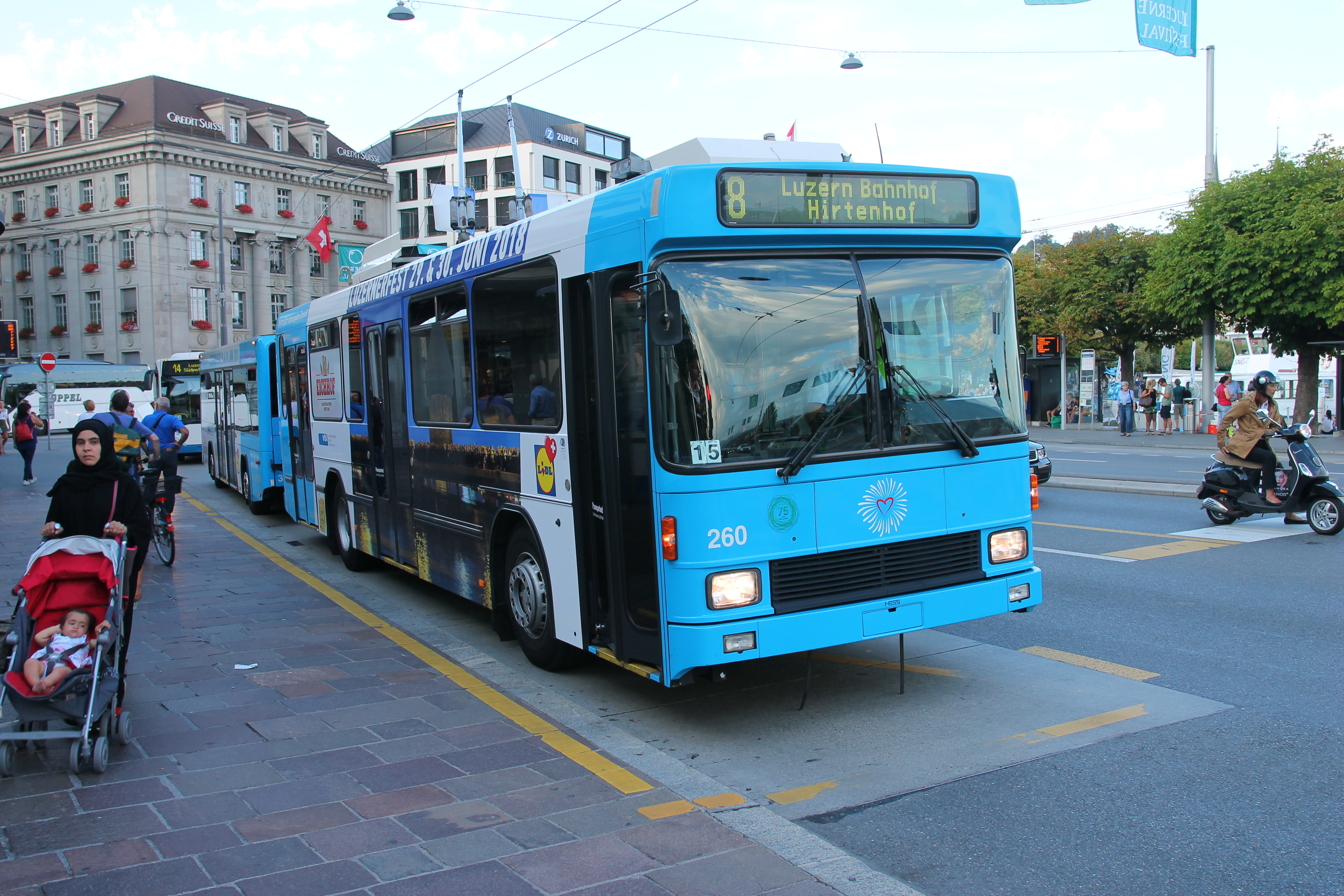
Pořadové číslo (15) na trolejbusu v Lucernu
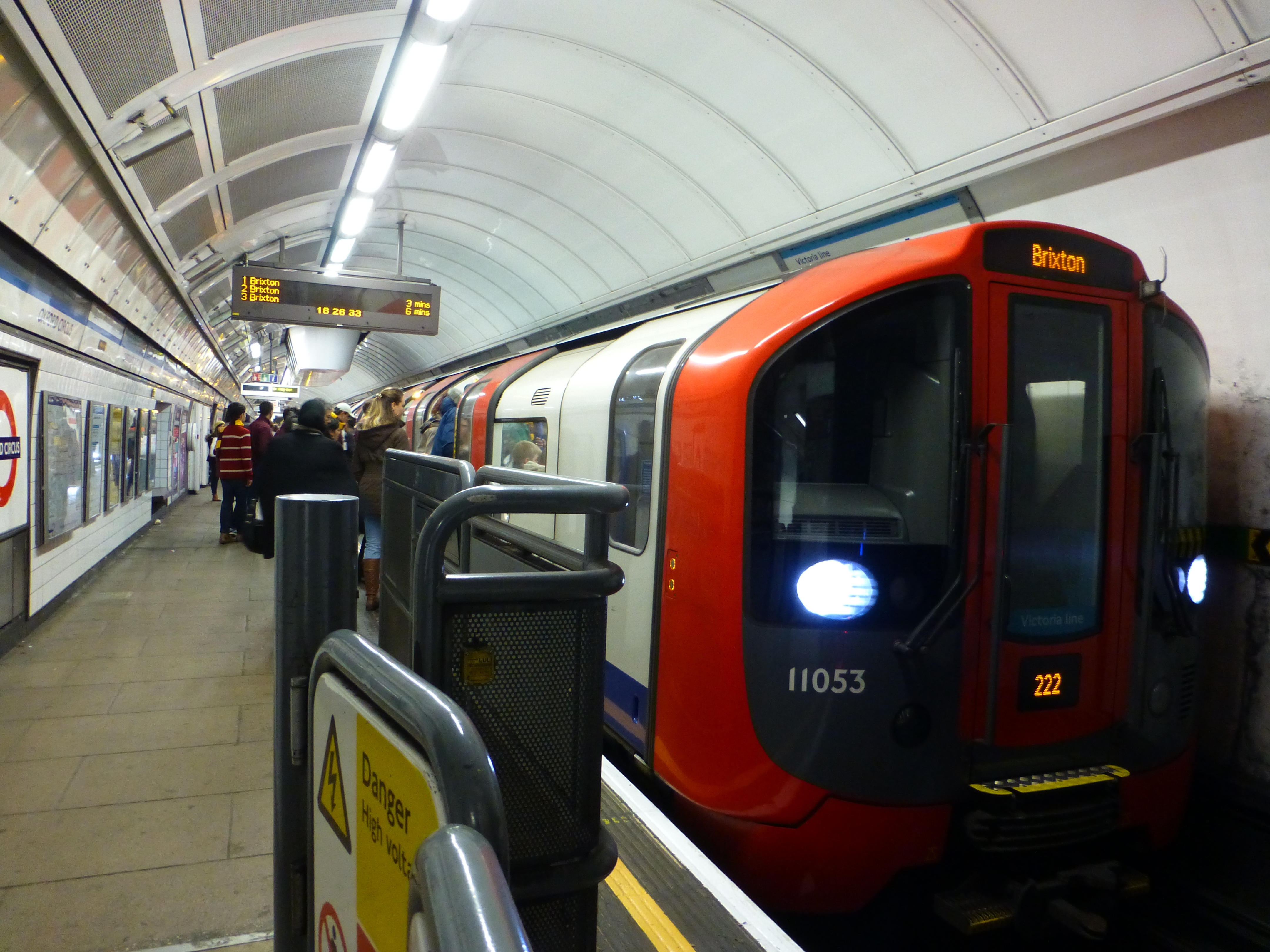
Pořadové číslo (222) soupravy londýnského metra
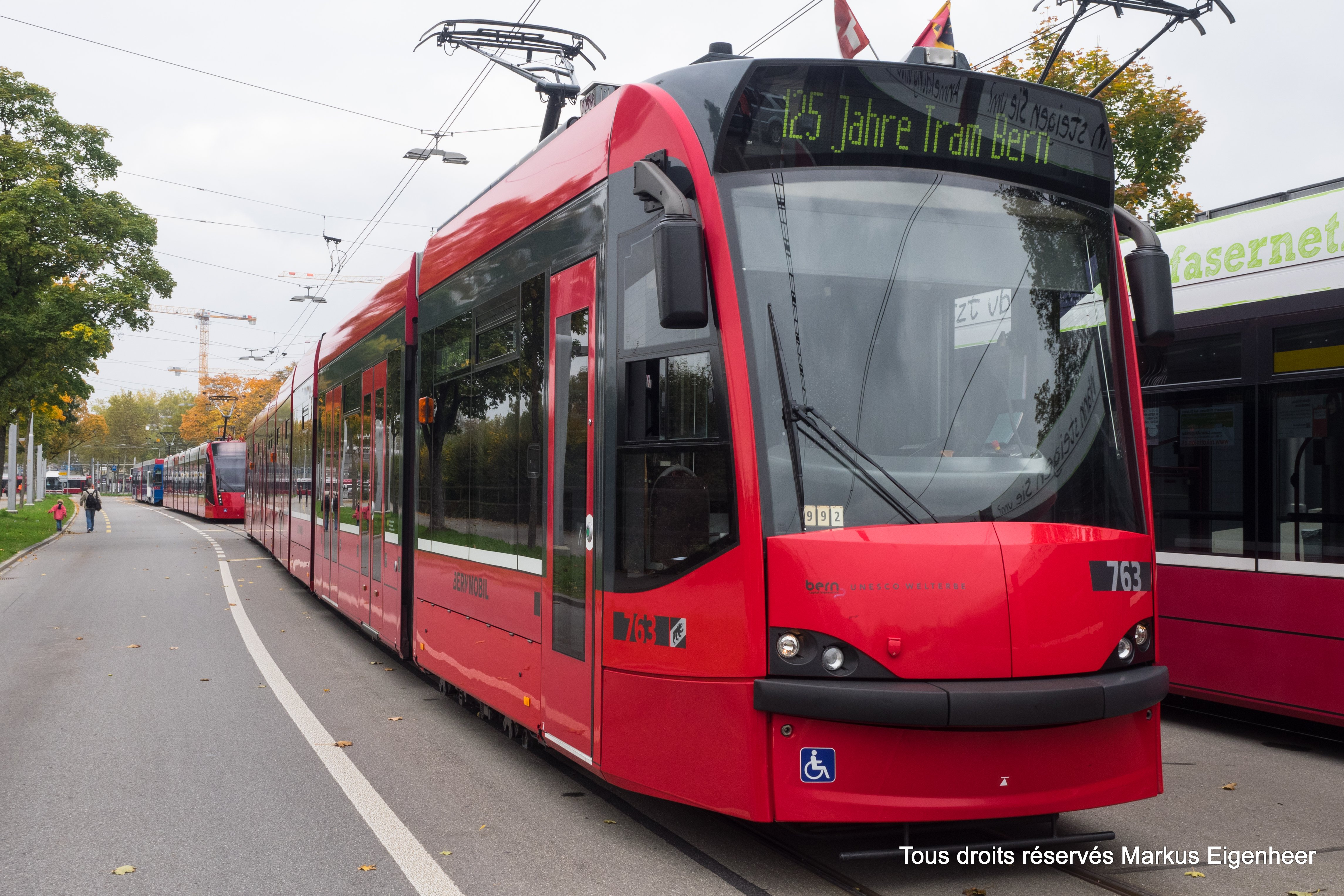
Pořadové číslo zvláštní jízdy (992) na vozu tramvaje v Bernu
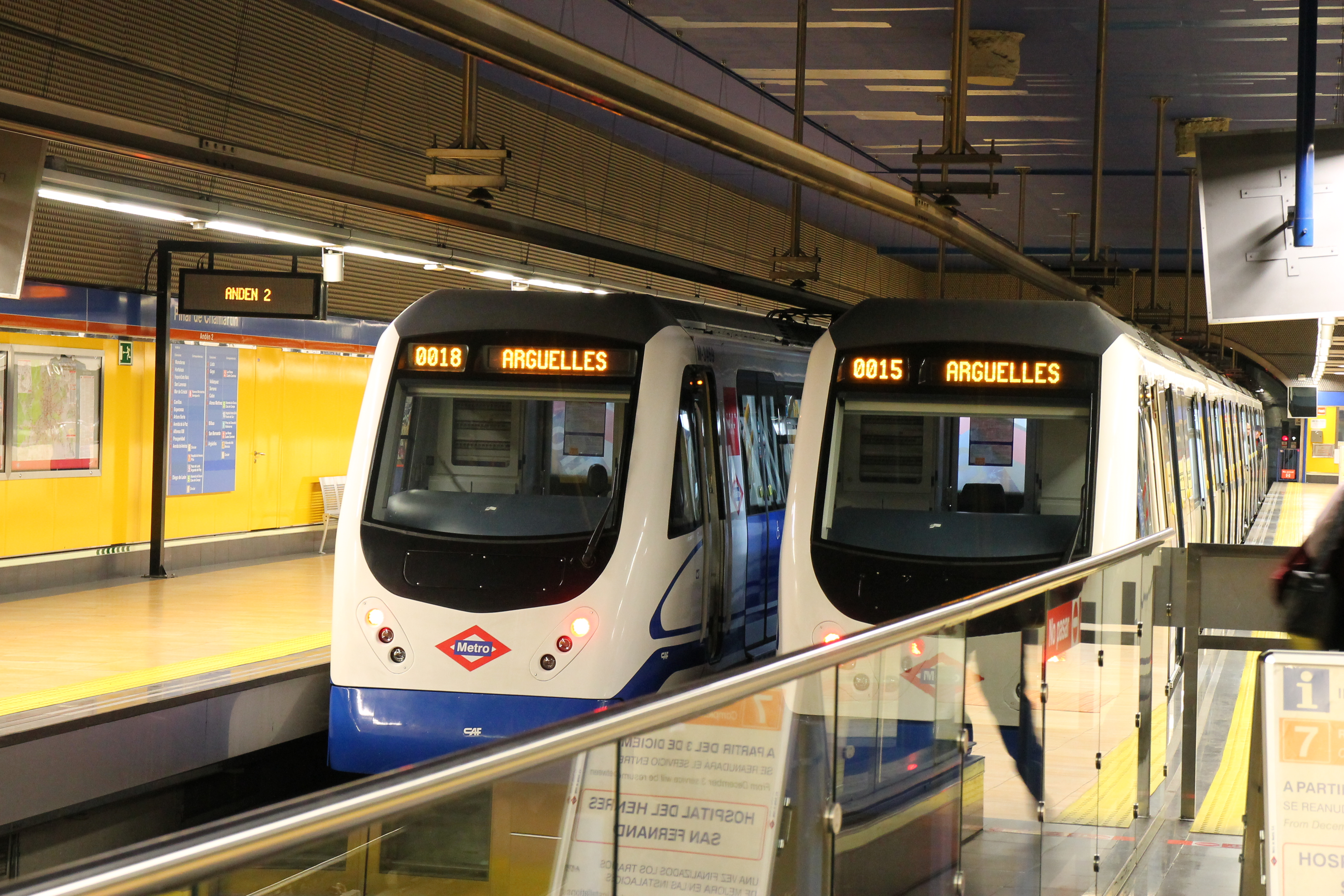
Digitální pořadová čísla 0018 (18) a 0015 (15) na soupravách madridského metra
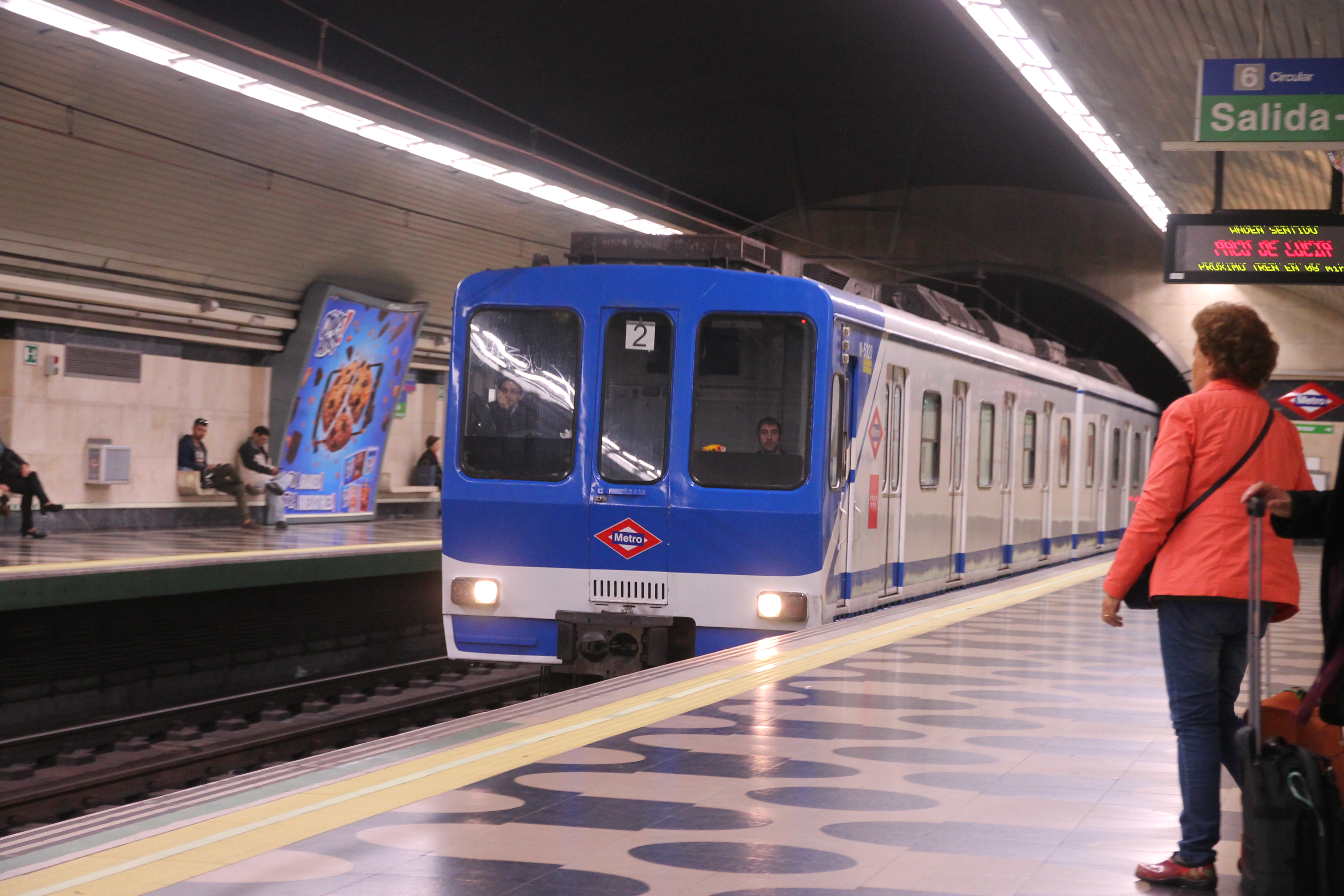
Papírové pořadové číslo (2) na soupravě madridského metra